# Asian Journal of Organic Chemistry
Das Asian Journal of Organic Chemistry (nach ISO 4-Standard in Literaturzitaten mit Asian J. Org. Chem. abgekürzt) ist eine derzeit monatlich erscheinende wissenschaftliche Fachzeitschrift, die seit 2012 vom Wiley-VCH-Verlag im Auftrag der Asian Chemical Editorial Society (ACES) herausgegeben wird. In dem Journal werden Forschungsartikel und Reviews zu allen Bereichen der Organischen Chemie, von synthetischen Methoden über bio- und physikalisch-organische Chemie bis hin zu organischen Materialien, veröffentlicht.
Der Impact Factor lag im Jahr 2020 bei 3,319. Nach der Statistik des ISI Web of Knowledge wird das Journal mit diesem Impact Factor in der Kategorie Organische Chemie an 19. Stelle von 57 Zeitschriften geführt.
Aktuelle Chefredakteurin (Editor-in-chief) ist die Chemikerin Theresa Kueckmann.